# Конжа
Конжа — река в России, протекает по территории Медвежьегорского района Карелия. Берёт своё начало из Рыбозера, впадает в Конжозеро. Длина реки — 4,4 км, площадь водосборного бассейна — 195 км².
Высота устья — 123,3 м над уровнем моря, высота истока — 32,6 м над уровнем моря.

## Данные водного реестра
По данным государственного водного реестра России относится к Баренцево-Беломорскому бассейновому округу, водохозяйственный участок реки — Нижний Выг от Выгозерского гидроузла и до устья. Речной бассейн реки — бассейны рек Кольского полуострова и Карелии, впадает в Белое море.
Код объекта в государственном водном реестре — 02020001312102000005058.